# Річард Планкетт

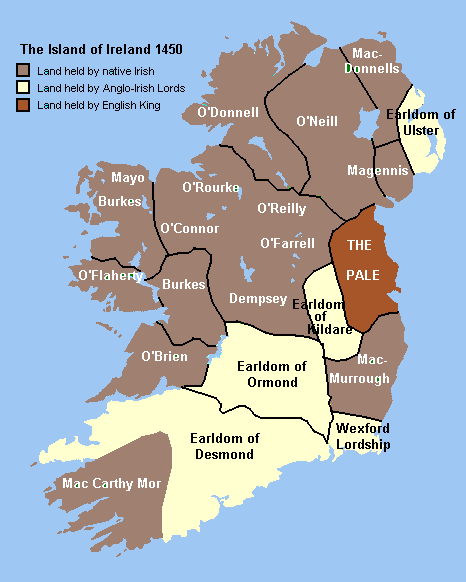
Ірландія в середні віки. Показані англійські володіння, володіння графів Ормонд та Фіцджеральд, володіння незалежних ірландських кланів та королівств.

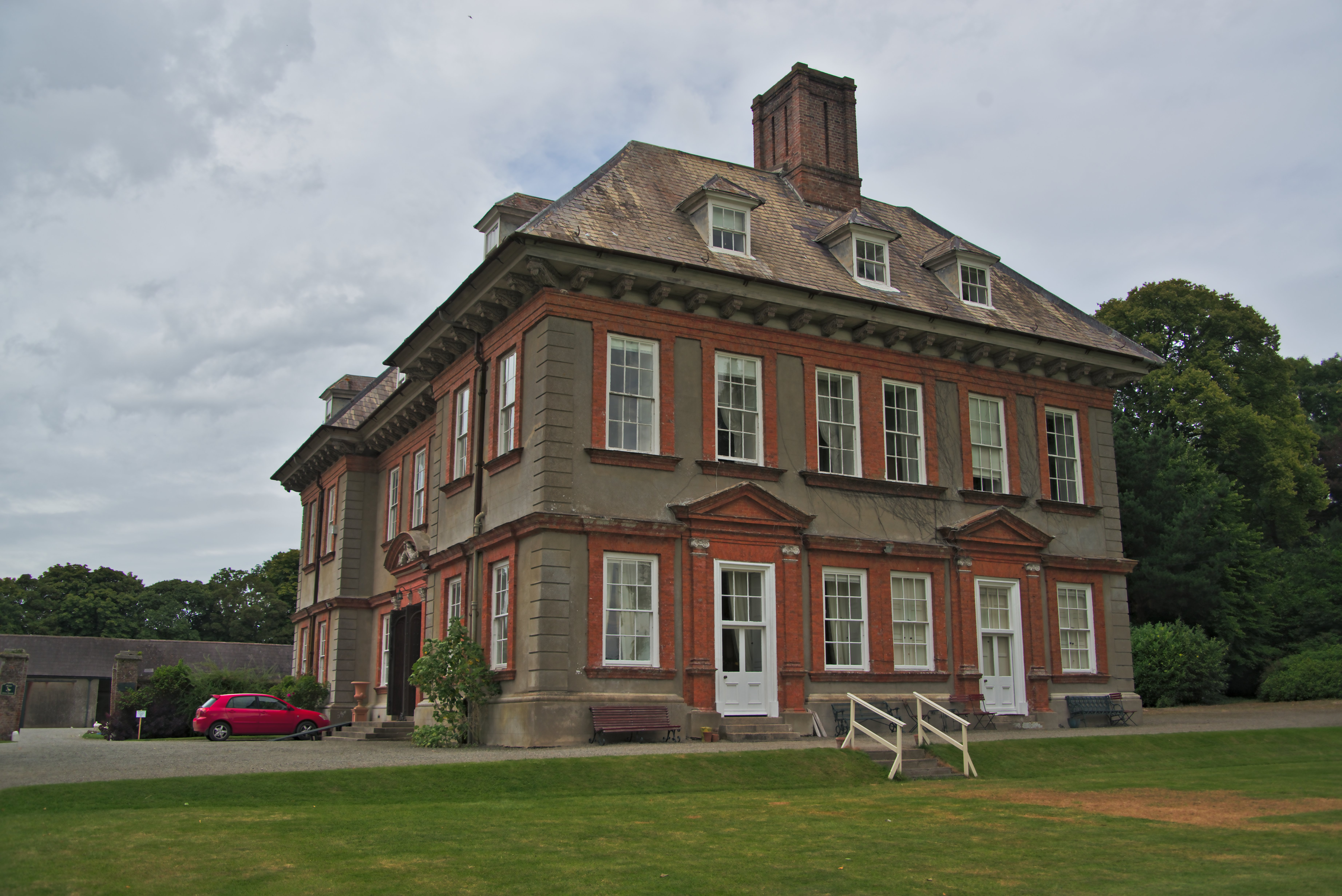
Маєток Больє, родинне гніздо Планкеттів, нинішній вигляд.

Річард Планкетт (англ. — Richard Plunkett) (бл. 1340—1393) — видатний ірландський політик, юрист, суддя, державний діяч. Головний лорд- суддя Ірландії, лорд-канцлер Ірландії. Його нащадки носили титули: барон Дунсані, барон Кіллін, граф Фінгалл.

## Життєпис

### Походження
Річард Планкетт народився близько 1340 року в родині Джона Планкетта з Ретрегана (або Ратгріна), графство Міт, Ірландія і Алісії д'Арсі (або Алісії де Трім) [1]. Планкетти були давньою англо-ірландською родиною Пейлу — англійської колонії в Ірландії. Ця родина так званих «старих англійців» (англійців, предки яких переселились в Ірландію в часи агло-норманського завоювання Ірландії в ХІІ столітті) спочатку оселилася в Бол'є в графстві Лаут, Ірландія близько 1200 року: його мати Алісія також описується як жінка шляхетного походження «з Бол'є». Інша гілка роду, нащадки брата Річарда, іншого Джона, пізніше носили титул барон Лаут [2].

### Кар'єра
Річард Планкетт вважався одним із найкращих юристів свого часу, і в 1372 році був призначений королівським сержантом (юридична посада) [3]. До 1364 року він уже мав достатню повагу, щоб стати частиною потужної делегації, надісланої до Англії, щоб описати стан ірландського уряду та поскаржитися королю Едуарду III на корупцію та погане управління певними посадовими особами корони в Ірландії; скарги були спрямовані, зокрема, проти Томаса де Берлі, лорда-канцлера Ірландії [4]. Річард був учасником Королівської комісії, яка була створена для вивчення та усунення зловживань, на які скаржилися [4]. Він також був відомим парламентарем; він засідав у Палаті громад парламенту Ірландії та брав провідну участь у парламенті Кілкенні 1374 року. Він був радником Таємної Ради Ірландії та відвідував кілька засідань Великої Ради [5]. У 1376 році він став суддею Ірландського суду з загальних справ. У 1381 році його призначили розглядати позов про розкриття роману проти Річарда Доудалла та його дружини Ізабелли. У липні 1388 року його підвищили до Головного судді Королівської лави на тих самих умовах, що й Джон Кеппок [6], а у вересні наступного року він став лордом-канцлером Ірландії [7]. Через тиск впливових магнатів на свого попередника він уже виконував обов'язки лорд-канцлера Ірландії протягом кількох місяців і був спеціально уповноважений запечатувати судові документи без прикріплення до них Великої Державної Печатки Ірландії [8]. Історик Елрінгтон Болл [3] датує його смерть приблизно 1389 роком, але історик О'Фланаган [9] стверджує, що він був ще живий у 1393 році, коли Річард Норталіс змінив його на посаді лорда-канцлера Ірландії.

### Характер
Історик О'Фланаган [9] називає Річарда Планкетта одним із найвидатніших ірландців свого часу, адвокатом із великий досвідом і авторитетом, видатним політиком та парламентарієм.

### Родина та нащадки
Річард Планкетт одружився з Маргарет, вдовою Роберта Бернелла, з провідної англо-ірландської родини Бернеллів із Балгріфіна, графство Дублін, Ірландія. У них було троє дітей: Крістофер, Джон і Енн. Крістофер був батьком першого барона Кілліна [10].